# Baronnies du Gévaudan

Le siège des huit baronnies dans l'actuelle Lozère.

Le Gévaudan possédait traditionnellement depuis le Moyen Âge huit baronnies, dont certaines parmi les plus riches du Languedoc : Apcher, Canilhac, Cénaret, Florac, Mercœur, Peyre, Randon et Tournel. Ces baronnies ont eu à leur tête différents titres seigneuriaux : barons, ducs ou marquis.

## La légende fondatrice
Une légende évoque la création de ces huit baronnies : celle d’un jeune berger mendois parti en Hongrie chercher meilleure fortune. Devenu confident du roi de Hongrie, il s’éprit de sa fille au point de vouloir l’épouser. N’ayant pas l’accord de la famille royale pour le mariage, il se résolut à l’enlever et à la ramener en son pays. De cette union naquirent sept fils. Le roi de Hongrie, à la recherche de sa fille, vint en Gévaudan qu'il ne quitta jamais, rachetant alors le pays, se réservant l’évêché et créant le comté. À sa mort, l’évêque de Mende reprit possession de ses biens, créant alors les sept baronnies du Gévaudan, une pour chaque fils. Seule celle de Mercœur sera créée plus tard.
On retrouve trace d'une invasion hongroise au VIIIe siècle et un texte a été trouvé dans les archives hongroises par André Chamson où il est question de la baronnie du Tournel. Mais ce n'est pas pour autant qu'un rapprochement historique peut être fait. Les barons du Gévaudan seraient plus des descendants des comtes de Barcelone et d'Aragon.

## Les baronnies originelles

### Apcher ou Apchier

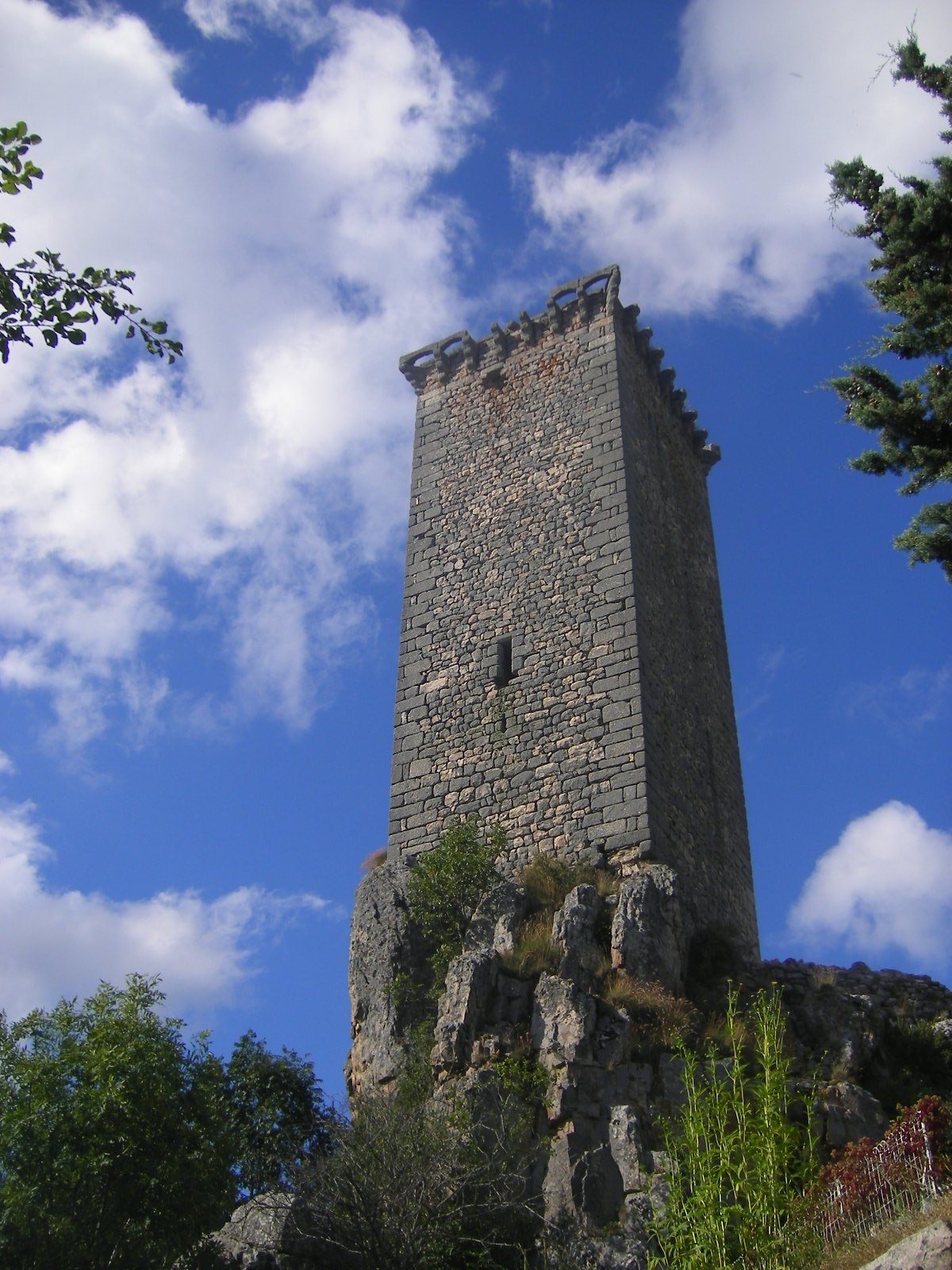
La tour Apcher, un des derniers vestiges du château.

La baronnie d’Apcher (anciennement Apchier) est située entre le Bès et la Truyère, et a donné son nom à certains de ses villages comme Saint-Chély-d'Apcher, devenu la plus grande ville de la baronnie. Le château était établi à l’ouest du domaine à Apcher (commune de Prunières), dont la tour est le vestige, mais où des fouilles ont permis de mettre au jour des restes du château. Selon la légende, le nom viendrait du baron d’Hacher, le fils de la princesse de Hongrie tenant une hache le jour où le roi le trouva.
La baronnie d'Apcher entre dans la descendance des Randon, le nom de Guérin (ou Garin) d'Apchier, souvent employé, remonte jusqu'à un frère d'un Odilon de Randon. Le premier d'entre eux, Garin de Châteauneuf, qui avait épousé Alix d'Apchier, pourrait être assimilé au troubadour Garin d'Apchier. Il est en tout cas le premier à se parer du titre de baron, même si la famille d'Apchier (dont l'héritière est cette Alix) semble très ancienne. Il semble ainsi qu'en 1096 le chevalier croisé Henry d'Apchier soit baron ou seigneur d'Apchier. Cependant, lorsque Garin de Châteauneuf épouse Alix d'Apchier, dernière héritière, au XIIe siècle (1180).
Les possessions étaient gardées par quatre châteaux principaux, outre celui d'Apcher : Montaleyrac (Fournels), Arzenc-d'Apcher, La Garde (Albaret-Sainte-Marie) et Le Bacon.
On retrouve le nom d'un Guérin d'Apchier durant la guerre de Cent Ans, où, sous les cris de ralliement « d'Apchier, Notre Dame, Barres en avant », lui et ses hommes ont vaillamment repoussé les Anglais qui les attaquaient vers Sancti Hilari de Capoleg. Autre nom resté dans l'histoire, celui du Marquis d'Apchier qui se consacra corps et âme pour libérer son pays de la Bête du Gévaudan au XVIIIe siècle.
En 1715, Charles de Crussol, duc d’Uzès, devenu possesseur d'Apchier, met en vente la baronnie d'Apchier, rachetée par son agent d'affaire, Pierre Bouniol, associé à Jean Bès. Ces deux acquéreurs garderont certaines seigneuries comme Albaret ou Saint Just pour Jean Bès, et revendront le reste de la baronnie à la découpe en 1717 à Emmanuel de Bessuéjouls, marquis de Roquelaure. Le nom d'Apchier restera cependant, son possesseur ayant bien souvent le titre de marquis d'Apchier.

### Canilhac
Au sud du département, la baronnie de Canilhac était réputée pour sa puissance. Dominant le causse de Sauveterre, elle était très liée avec la vallée d’Olt (vallée du Lot). Une partie des armes des Canilhac (le lévrier) a été reprise dans le blasonnement de La Canourgue.
Les terres sont vendues en 1731 par acte judiciaire, peu après la mort du dernier des Canilhac qui s'était éteint célibataire. La baronnie est transférée par lettres-patentes dans les années 1740 vers Saint-Alban-sur-Limagnole, propriété de la famille de Morangiès, qui racheta le titre de baron pour la somme de 20 000 livres.

### Cénaret

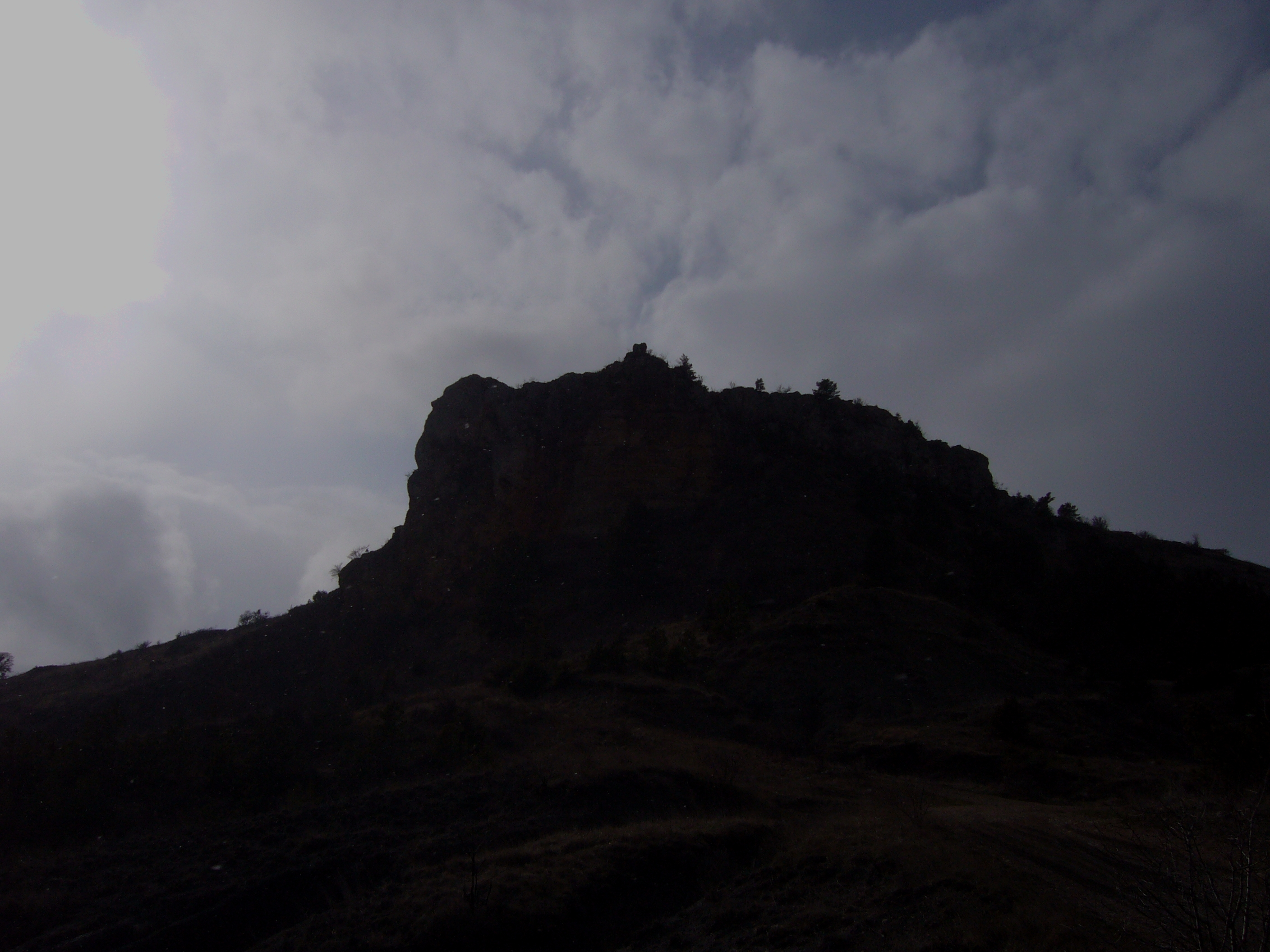
Le Chastel-Vieil, au-dessus de Cénaret, où se tenait le château.

La plus petite des huit baronnies, située en bord de Lot autour des villages de Cénaret et de Barjac, est aussi connue sous la graphie Sénaret. Ses possessions s’étendaient alors jusqu’aux limites de celles de l’évêque de Mende (à l’est) et du vicomte de Grèzes (dans le pays de Chanac à l’ouest). Par le biais d'alliances avec les Peyre, la petite baronnie avait cependant obtenu des possessions sur le causse de Sauveterre et dans la vallée du Tarn. Cependant, la proximité avec les terres des évêques et les dettes qu'ils avaient envers eux ont souvent éteint les pouvoirs de Cénaret au profit des évêques de Mende. Le château n'était pas situé sur l'éperon rocheux au-dessus de l'actuel village de Cénaret et où l'on retrouve une statue de Notre Dame, mais sur la montagne derrière, le Chastel-Vieil. Du château, il ne reste plus aucun vestige.
Vers 1570, la baronnie était passée entre les mains du baron de Saint-Vidal, Antoine de la Tour, lorsqu'il combattit les Huguenots dans le Gévaudan aux côtés de son cousin l'amiral Anne de Joyeuse.

### Florac

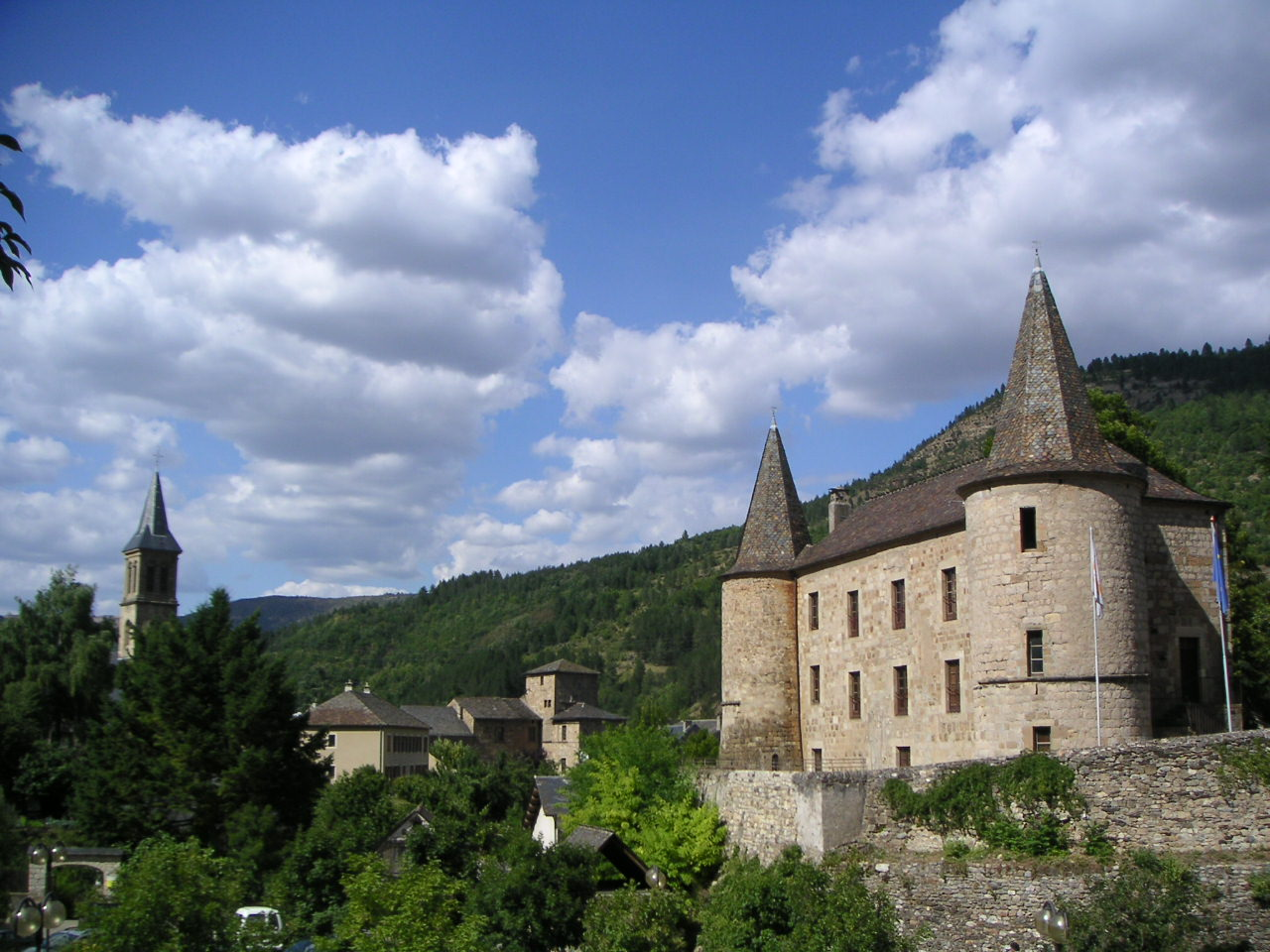
Le château de Florac.

La baronnie de Florac possédait toute la partie haute des Cévennes. Les nombreux châteaux situés dans la région étaient sous la dépendance de cette baronnie. Le château de Florac, trace de cette baronnie, a remplacé un ancien château construit du temps où Florac dépendait de la baronnie d’Anduze.
En 1664, Scipion de Grimoard, comte du Roure, héritier de la seigneurie de Grizac (et donc parent du pape Urbain V), rachète la baronnie. Il était déjà possesseur de la baronnie de Randon qu'il avait rachetée aux marquis de Polignac.

### Mercœur
Très étendue de l’Allier à la Truyère, la baronnie de Mercœur recouvrait les cantons de Saugues et du Malzieu. La famille de Montchauvet est connue par Guillaume de Montchauvet qui fut bailli de Saugues pour la famille de Mercœur au XIVe siècle. Elle était issue du village de Montchauvet, datant du Xe siècle au XIVe siècle, aujourd'hui déserté et étudié de 1965 à 1994. C’est sur la terre de cette baronnie que sévit la bête du Gévaudan au XVIIIe siècle. La famille détenait par ailleurs le titre de Duc en Velay. Parmi les hommes illustres de cette famille, on retrouve Odilon de Mercœur, évêque de Mende et neveu d'Odilon de Mercœur, l'abbé de Cluny.
Cependant, les Mercœur s'occupent plus de leurs affaires plus au nord et délaissent un peu la baronnie. Ainsi, les seigneurs de Douchanès (deux chiens) et de Thoras imposent leur suprématie sur le domaine. Le marquisat d'Apchier sera par ailleurs installé sur le Malzieu.

### Peyre

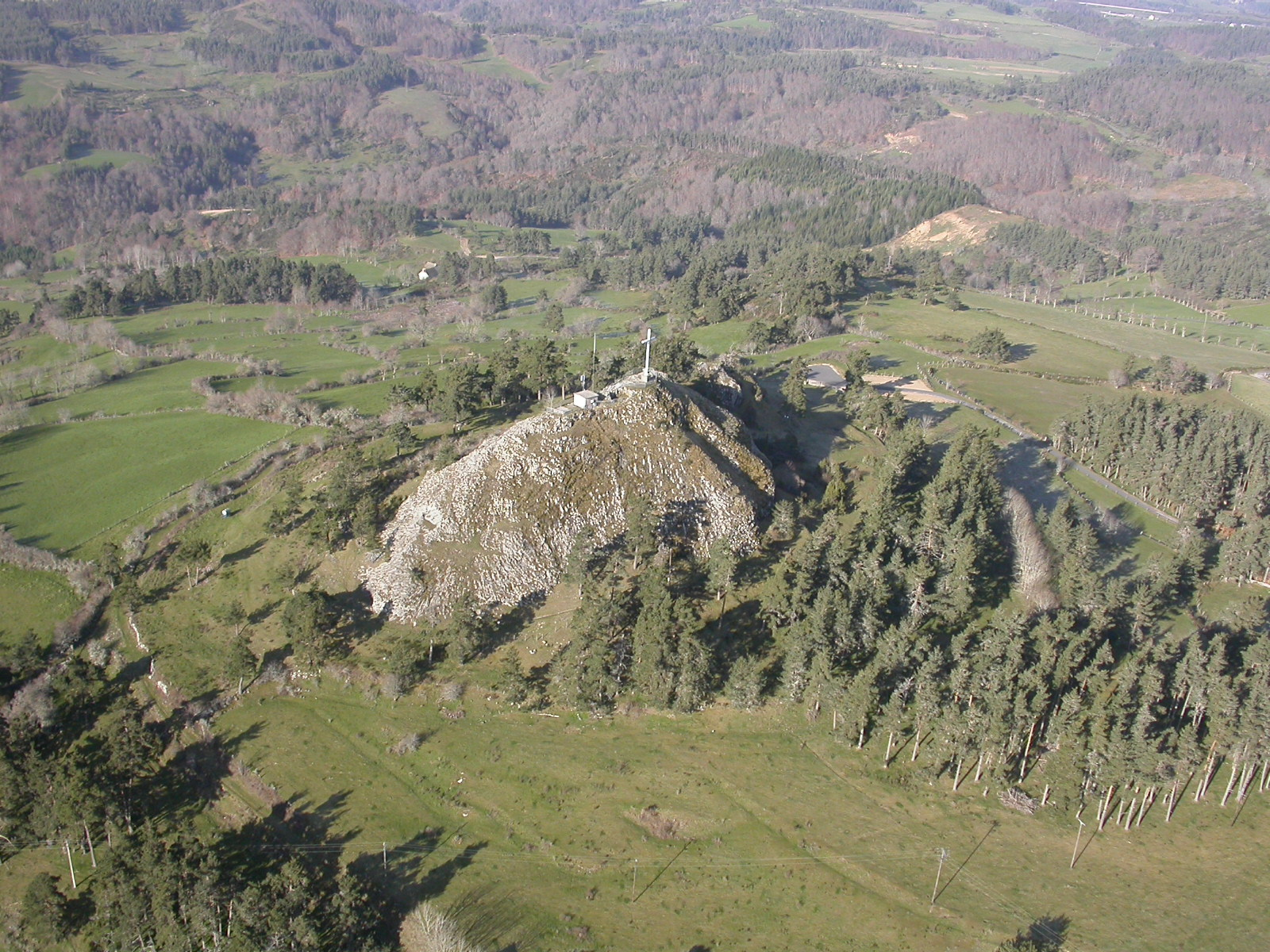
Le roc de Peyre.

La terre de Peyre s’étend aux alentours de Marvejols. La baronnie était la plus puissante de tout le Gévaudan. Le château de Peyre, l’un des plus beaux du Gévaudan, fut détruit au XVIe siècle par l'amiral Anne de Joyeuse en réponse à la conquête du Gévaudan par Matthieu Merle et ses huguenots. Il était situé sur le roc de Peyre, commune de Saint-Sauveur-de-Peyre. Ce promontoire domine entièrement la Margeride et l'Aubrac. Un lieu donc stratégique pour un donjon qui ne sera jamais pris jusqu'à l'arrivée de l'amiral Joyeuse.
Les Peyre sont les plus puissants des huit barons, et peut-être l'une des plus anciennes familles. Un Astorg de Peyre (le prénom Astorg sera très souvent repris) est en effet neveu de Raymond-Bérenger III, comte de Barcelone, en 1150. La baronnie possède sept châteaux sur ce qu'on appelle la terre de Peyre : le nid d'aigle (Roc de Peyre), les Bessons, le Chier, le Buisson, Muret, Larcis et Quintinhac. Mais en possède également sur l'Aubrac que les barons dominent presque exclusivement. Ils donneront cependant une partie de leurs biens à la domerie d'Aubrac.
Un de Peyre, participant avec le comte de Provence à la libération contre les Sarrazins (973) de la terre de Provence, sera possessionné de la terre de Peyre (La Piarre) et de Sigottier dans les Hautes Alpes.
À l'est et au nord, les limites de la baronnie sont situées à Serverette et Ribennes avec les Randon, et au pont des Estrets avec les Apchier. Près de Javols, les Merle sont leurs vassaux, et c'est ainsi que Matthieu Merle sera appelé pour venger le meurtre d'Astorg de Peyre lors du massacre de la Saint-Barthélemy. Au sud, la baronnie se partage une partie de l'Aubrac avec les Canilhac, le village des Hermaux étant situé vers la frontière entre les deux. À l'image des Cénaret, les Peyre ont également quelques possessions en bord du Tarn, et ces premiers seront donc très proches des Peyre au fil des siècles.
Dans les années 1530, la famille de Peyre s'éteint du côté de la Lozère avec son dernier héritier masculin, sa fille transmettra ce qu'elle a reçu en héritage au seigneur Antoine de Cardailhac. Mais leurs fils doivent ensuite se partager les possessions, la baronnie se décompose et entre peu à peu dans une grande détresse. Ce sera la famille de Grolée, lorsque Antoine de Grolée aura acquis une partie de la baronnie, qui recomposera celle-ci. Son fils, César de Grolée sera d'ailleurs un des plus notables barons du XVIIe siècle. Les Peyre auront souvent des châteaux à la hauteur de leur puissance, le vestige le plus visible étant le château de la Baume, le « Versailles du Gévaudan » (dont la forme actuelle date du XVIIe siècle, aménagée par César de Grolée).
Par contre, la branche des Hautes-Alpes existe toujours (village de la Piarre, jusqu'en 1789, Peyre).

### Randon

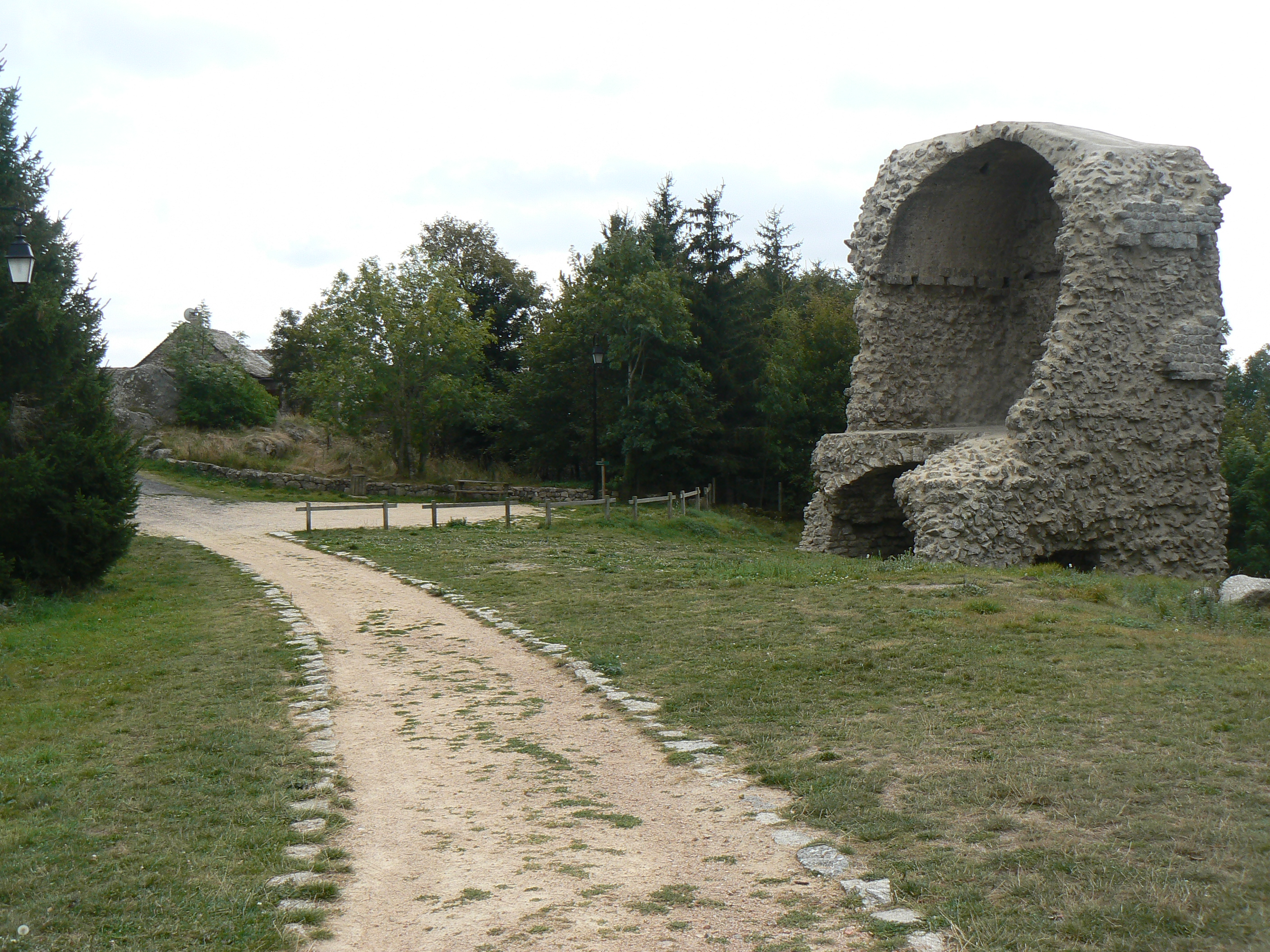
La tour des « Anglais », dernier vestige du Châteauneuf des Randon.

La baronnie de Randon avait son château sur le truc de Randon (surplombant Rieutort-de-Randon et Estables), dominant ainsi la partie occidentale de la Margeride : Rieutort, Saint-Amans, Saint-Denis-en-Margeride et La Villedieu. Le chef-lieu déménagea ensuite (vers le XIIe siècle) vers ce qui deviendra Châteauneuf-de-Randon. Leur territoire s’étend alors sur la plaine de Montbel et la forêt de Mercoire.
Une de ses branches est à l'origine de la Maison de Joyeuse par le mariage de Randon de Chateauneuf avec Vierne d'Anduze.
Par le biais des mariages les descendants d'Odilon de Randon (fils du comte Raymond-Bérenger de Gévaudan) vont peu à peu empiéter sur le territoire des Tournel et prendre possession de tout le nord-ouest du Gévaudan. Leurs possessions vont même aller au-delà de ces limites, jusqu'au château de Portes dans le Gard. Le frère de cet Odilon de Randon est un certain Guérin, qui fondera quant à lui, la dynastie de la famille d'Apchier.
Leur Châteauneuf sera le témoin de la guerre de Cent Ans et de la mort du connétable de France, Bertrand Du Guesclin. La baronnie, elle, sera vendue aux Polignac puis au Roure (en 1695), le nom de Châteauneuf-Randon perdurant dans les noms de familles par le biais des alliances avec les Tournel ou la famille de Joyeuse (Alexandre Paul Guérin de Tournel de Joyeuse de Chateauneuf-Randon sera par exemple représentant du Gévaudan aux états généraux de la Révolution).
Les écrits de Almucs de Castelnou, Trobairitz de Châteauneuf-Randon, sont parvenus jusqu'à nous. Avant elle, on a connaissance des écrits de Garin lo Brun, fils de Guérin, baron de Randon.

### Tournel

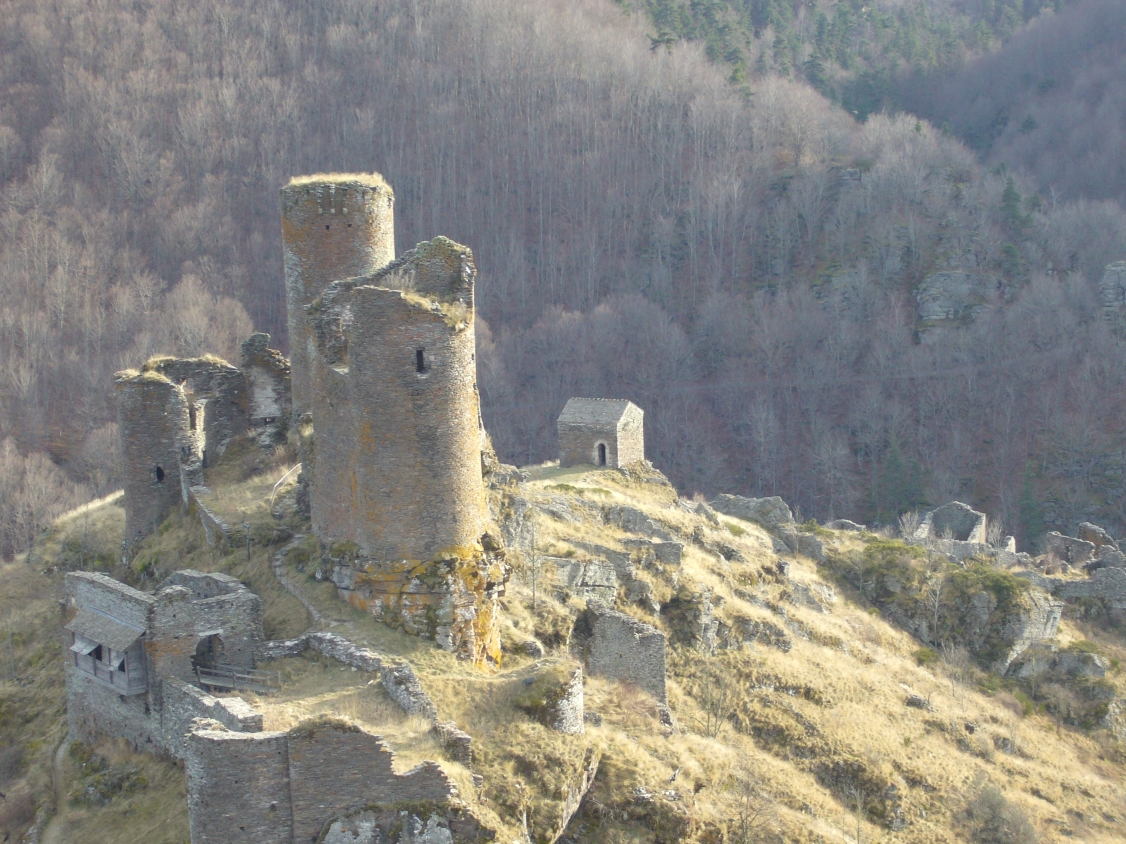
Le château du Tournel.

Le château du Tournel était sans doute l’un des plus grands du Gévaudan. Situé à Saint-Julien-du-Tournel, on peut encore y observer ses vestiges dominant la haute vallée du Lot. La terre des Tournel s'étendait donc des causses mendois et du Valdonnez, jusqu'aux Cévennes (Villefort) et la Haute Vallée d'Olt (mont Lozère).
Avant le XIIIe siècle, la famille du Tournel se désigne plus comme seigneur que comme baron, tout comme au XVIIe siècle elle prendra le terme de marquis.
Dès ce XIIIe siècle, la baronnie est décomposée en cinq mandements : Tournel, Chapieu, Montialoux, Montmirat et Montfort. Le château du Tournel étant donc la pièce majeure et centrale des possessions. Le nom de Tournel provient tout simplement de Tour. Les Tournel, avec leur possession à Chapieu — fortification que l'on doit à Aldebert III du Tournel, évêque de Mende — sont donc très proches de Mende et du pouvoir ecclésiastique. Cela n'empêchera pas quelques querelles avec les évêques à propos des possessions dans le Valdonnez. Une majeure partie des châteaux autour de Mende (Balsièges, Montialoux, …) sera détruite par les troupes de Matthieu Merle. Le mandement de Montfort, lui, domine une partie des Cévennes, jusqu'à Villefort.
C'est à partir de 1307 que les Tournel utiliseront le château du Boy (Valdonnez) comme résidence principale. Il sera rénové dans un style Renaissance après avoir subi les affres des guerres de Religion. Au XVIIIe siècle, la baronnie est une possession du marquis de Molette de Morangiès, dont les armes sont visibles dans le blasonnement de Villefort. La baronnie du Tournel est souvent liée, par mariage, à celle de Châteauneuf-Randon.
Parmi les personnages notables issus de la famille, on retrouve Guérin, chancelier de France et évêque de Senlis, ou encore la Trobairitz Iseut de Capio.

## Le mandement de Nogaret

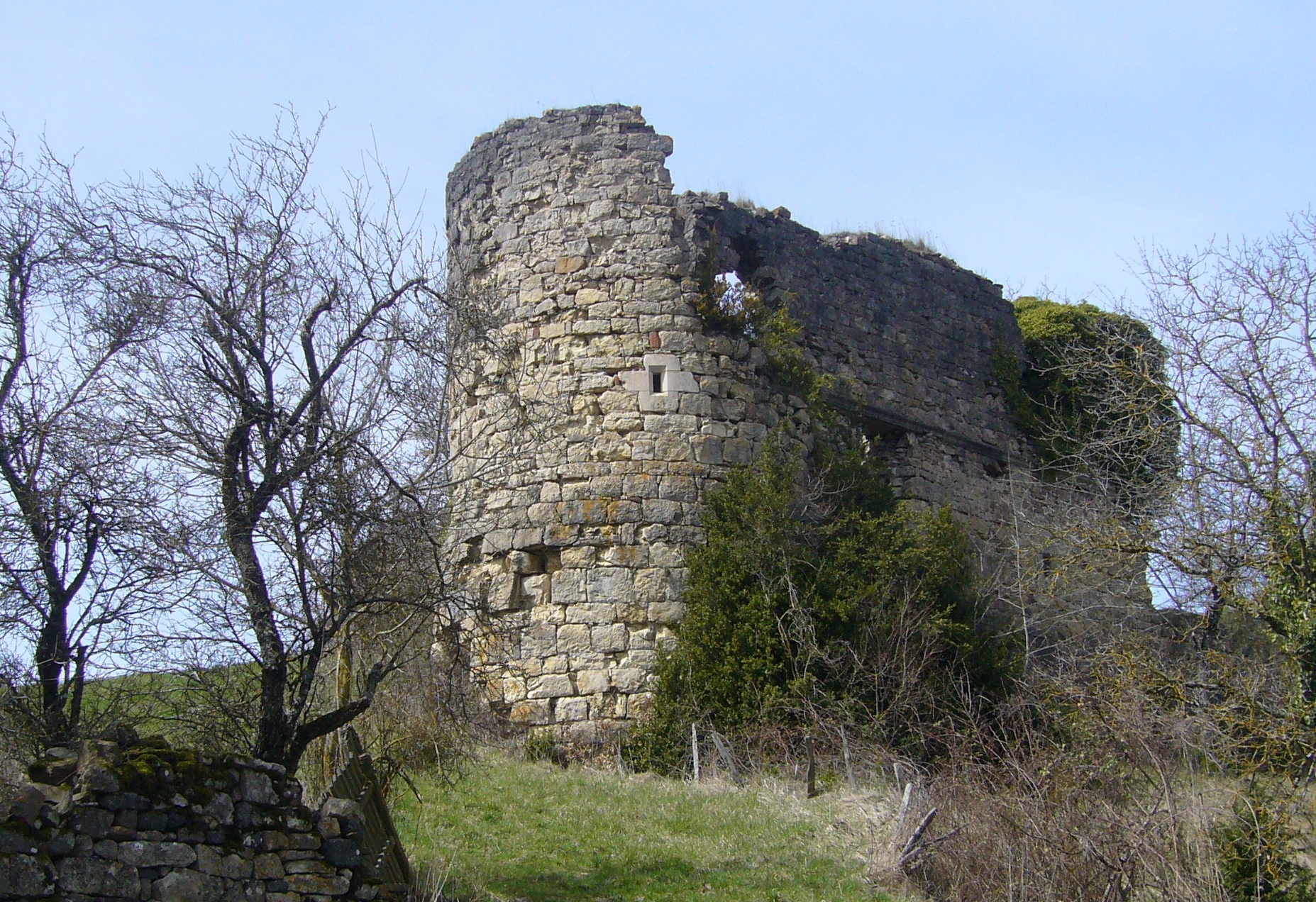
Les restes du château de Montferrand.

Le Gévaudan est donc composé de huit baronnies, cependant on peut y ajouter les « comtors » de Montferrand (petits comtes) qui possédaient trois mandements (Saint-Pierre-de-Nogaret, Saint-Germain-du-Teil et Trélans) avec un statut particulier, sans être ni baronnie, ni seigneurie. Amphélyse de Montferrand donnera naissance à Guillaume de Grimoard plus connu sous son nom de pape Urbain V.
Les premiers comtors de Montferrand semblent très proches des comtes du Gévaudan, de même que des comtes de Barcelone. Le mandement passera peu à peu sous l'autorité des Cénaret qui signeront, entre autres titres, « barons de Cénaret, comtes de Montferrant ».

## Blasonnements
Les blasonnements ici présents sont ceux des baronnies originelles, et ceux les plus utilisés.
| Apchier | Apchier : d'or au château donjoné de trois tours crènelées de gueules, celle du milieu plus élevée, et accoté de deux haches d'armes d'azur adossées plantées en pal de chaque côté de la tour. |

| Canilhac | Canilhac : d'azur au lévrier rampant d'argent, colleté de gueules, à la bordure componée d'argent et d'azur. Selon la légende, c'est en hommage à ses chiens de garde que dame Ermengarde, femme de Geoffroy de Montaigu, et seigneur en Canilhac, qu'un chien est présent sur le blason. Ce sont en effet les chiens qui sauvèrent la noble dame des maltraitances de son mari |

| Cenaret | Cenaret : d'azur au mouton paissant d'argent. ou d'azur au mouton paissant d'argent accolé et clariné de gueules. |

| Florac | Florac : de gueules à trois étoiles d'or. Le blason des barons de Florac est celui des seigneurs d'Anduze, dont la baronnie a longtemps dépendu. |

| Mercœur | Mercœur : de gueules à trois fasces de vair. |

| Peyre | Peyre : d'argent à l'aigle éployé de sable. Ce blason sera gardé jusqu'à la réforme, et la disparition de leur forteresse sur le Roc de Peyre. |

| Randon | Randon : d'or à trois pals d'azur, au chef de gueules. |

| Tournel | Tournel : de gueules à la pointe d'argent. |

| Montferrand | Montferrand : d'or à trois chevrons de sable, au chef d'azur sommé de trois fers de lance d'argent |

## Les baronnies suivantes
Comme il a été dit précédemment, certaines baronnies ont changé de propriétaire, et se sont bien souvent déplacées : ainsi on retrouve d'autres noms pour ces baronnies (ou marquisats).

### Morangiès
Dans les années 1740, la baronnie de Canilhac est transférée à Saint-Alban-sur-Limagnole (qui avait été le siège d'une seigneurie), devenant la propriété des Molette de Morangiès. La famille place donc le centre de sa baronnie à Saint-Alban, dans le château initialement bâti par les Apchier, mais qui appartient depuis longtemps aux seigneurs de Morangiès. Ils ont également beaucoup de possessions vers Villefort. Les armes de la ville sont d'ailleurs celles des Molette de Morangiès.
De plus la famille avait acquis, depuis le milieu du XVIe siècle, le village fortifié de La Garde-Guérin. La seigneurie de Saint-Alban avait donc acquis plusieurs autres seigneuries au fil des ans (La Garde-Guérin et Mirandol).
Parmi les personnes notables issues de cette famille, on retrouve : Pierre Charles de Molette et son fils Jean-François de Morangiès (1728-1801), tous deux contemporains de la Bête du Gévaudan et qui ont tenté d'exterminer la Bête ; Jean-Baptiste Molette (1758-1827), général français de la Révolution et de l'Empire ; et Jean Adam Molette de Morangiès (1791-1841), député de la Lozère.

### Saint-Vidal
Le baron de Saint-Vidal (Antoine de La Tour, issu d'une famille du Velay alliée aux Clément du Bourdet) libèrera une partie du Gévaudan (qu'il gouverne) des armées de Matthieu Merle pendant les guerres de religion est l'un des plus connus des Saint-Vidal. La famille de La Tour possède la baronnie de Cénaret depuis le début du XVe siècle et c'est sous ce nom que l'on retrouve les représentants de la baronnie (baron de Saint-Vidal et non plus baron de Cénaret).